# Le Chant du dragon
Le Chant du dragon est un roman de science fantasy de l'écrivain américaine Anne McCaffrey et appartenant au cycle de la Ballade de Pern. C'est le premier roman de la trilogie consacrée aux Harpistes. Il est édité pour la première fois aux éditions Albin Michel en 1988 dans la collection « Épées et dragons ». Il est réédité en 1993 aux éditions Pocket qui reprend la traduction d'Éric Rondeaux avec une couverture illustrée par Siudmak.

## Résumé
Menolly, fille de Yanus le Seigneur du Fort de Mer du Demi-cercle, est une musicienne accomplie. À la mort du harpiste du Fort, Petiron, c'est elle qui a enseigné aux enfants leurs Ballades traditionnelles, pour qu'ils connaissent leurs devoirs envers les Ateliers, les Forts et les Weyrs. Mais dans un Fort de mer, une fille a mieux à faire que de jouer de la musique. Alors Menolly s'enfuit, bravant les Fils... jusqu'à ce qu'elle découvre, un jour une couvée de lézards-de-feu, ces créatures légendaires dont descendent les dragons.